# Paul à la campagne
Paul à la campagne est une bande dessinée de Michel Rabagliati, publiée en 1999 aux éditions La Pastèque. C'est un amas de petites histoires, toutes liés par les vacances de Paul au vieux chalet familial, en campagne.

## Résumé
Premier livre de la série, le personnage de Paul est peu défini. On y parle toutefois de ses vacances à la campagne, chez sa grand-tante, où il apprend pour la première fois ce qu'est la mort avec celle d'un oiseau et du père de son meilleur ami. À travers ce récit se glisse aussi une partie de son enfance, à St-Léonard. Finalement, dans une courte histoire, il apprend par le biais du travail de son père ce qu'est la typographie, toujours à la fin des années 1960.

## Distinctions
- Festival de la bande dessinée francophone de Québec 2000 – Prix de l'espoir québécois
- Bédélys Québec 2000 – Meilleur album québécois
- Harvey Awards – Best New Talent 2001
- Eisner Award – Nomination
- Ignatz Award – Nomination